# Moses Alo-Emile
Moses Eneliko Alo-Emile (Australia, 15 de enero de 2000), más conocido como Moses Alo-Emile, es un jugador profesional australiano de rugby que se desempeña en la posición de pilar derecho en Stade Français Paris, equipo perteneciente a la liga Top 14.

## Carrera
Alo-Emile es un jugador de formación francesa (JIFF). Comenzó su carrera deportiva con el equipo Brisbane State High School, en el cual jugó una temporada (2017-2018), después pasó a Stade Français Paris, donde lleva jugando seis temporadas.